# Amphicnaeia villosula
Amphicnaeia villosula är en skalbaggsart som först beskrevs av Thomson 1868.  Amphicnaeia villosula ingår i släktet Amphicnaeia och familjen långhorningar. Inga underarter finns listade i Catalogue of Life.